# Стура-Коппарберг
60°36′6.48″ пн. ш. 15°36′25.72″ сх. д. / 60.6018000° пн. ш. 15.6071444° сх. д.
Копальня Стура-Коппарберг, або копальня Велика Мідна гора (швед. Stora Kopparberget — «Велика мідна гора») — історична копальня у Швеції з видобутку мідних руд.

## Опис
Видатний пам'ятник середньовічного і пізнішого гірництва Швеції Знаходиться поблизу міста Фалун (провінція Бергслаген). Тут вироблялося до 70 % світового виробництва міді. Це багате родовище почали розробляти приблизно у 9 столітті — наприкінці епохи вікінгів, і експлуатували до 1992 року. Перші письмові згадки про гірничі роботи в Фалуні відносяться до 1288 року.
На місці копальні створено відомий музей гірництва, причому давні виробки підтримуються в автентичному стані і утворюють підземну туристичну трасу старого рудника. 2001 року копальню було занесено у Список об'єктів Світової спадщини ЮНЕСКО у Швеції.
Рішення про занесення гірничопромислового району навколо копальні Велика мідна гора було прийнято 16 грудня 2001 року на засіданні 25 Сесії Комітету з питань світової спадщини відповідно до критеріїв ii, iii, v з таким обґрунтуванням:
ii) Видобуток міді у Фалуні зазнав впливу німецької технології, разом з тим регіон став головним виробником міді у 17 столітті і протягом двох століть мав великий вплив на технологію видобутку копалин в усіх частинах світу.
iii) У краєвиді Фалуну домінують залишки мідних шахт і об'єкти виробництва міді, що виникли тут щонайменше у 9 столітті і проіснували до останніх років 20 століття.
v) За численними залишками промислових і містобудівних об'єктів, а також за предметами домашнього вжитку, що збереглися, можна прослідити послідовні етапи економічного і соціального розвитку у мідній промисловості у Фалуні.

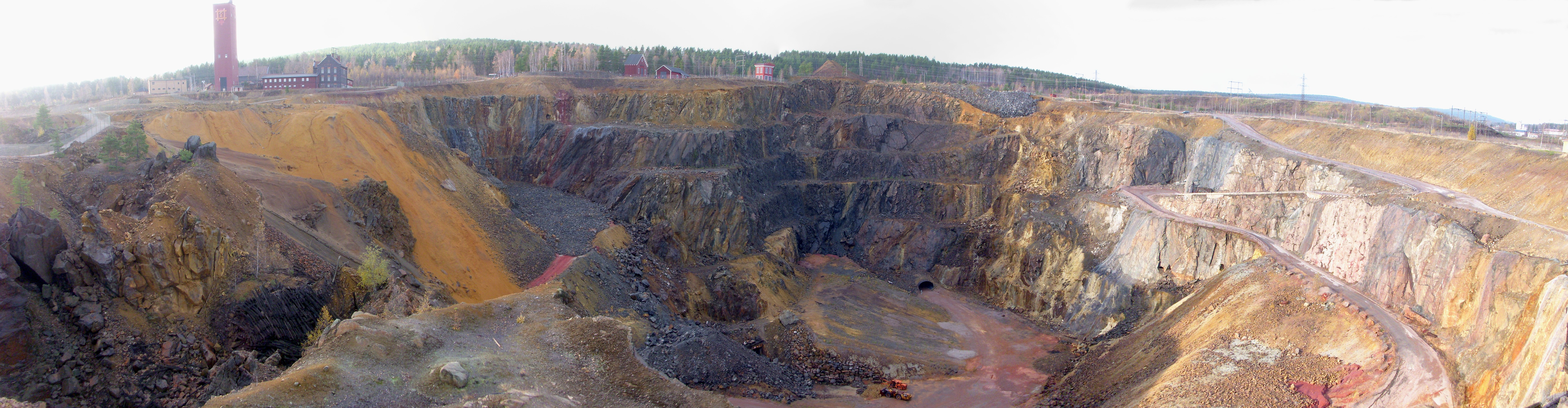
Копальня Стура-Коппарберг, або Велика Мідна гора.

До об'єктів, занесених у Список світової спадщини ЮНЕСКО занесені власне копальня Стура-Копперберг, а також кілька об'єктів, пов'язаних з копальнею. Будинки 17 століття, залишки знарядь праці, промислові об'єкти, які разом дають уявлення про те, яким був колись один з найважливіших гірських районів світу.
Рудник являє собою великий кар'єр. У руднику окрім мідної руди також добували сульфід, цинк, свинець, вісмут, срібло, золото.

## Історія

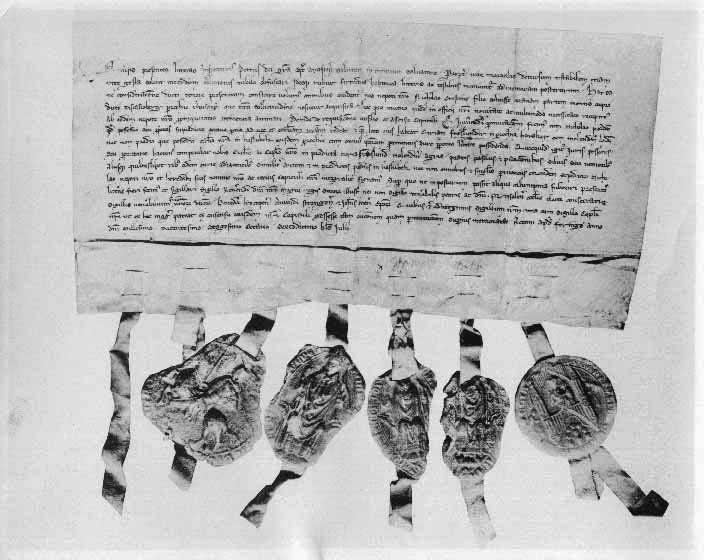
Документ на право володіння 1/8 частиною Великої Мідної гори, 1288 рік. Перша письмова згадка про копальню Велика Мідна гора. Тут її згадано під назвою Tiskasjöberg. Документ зберігається у Національному архіві Швеції.

Археологічні і геологічні дослідження показали, що видобуток міді тут був ще приблизно у 850 році. На момент першої письмової згадки про копальню у 1288 році, вона вже мала певне значення.
У 1347 році король Магнус IV Еріксон видав гірничий закон, в якому докладно було розглянуто права й обов'язки гірників і власників Мідної гори. Значною мірою завдяки Коппарбергу Швеція в середині XVII ст. стала основним постачальником міді, даючи 2/3 обсягу європейського видобутку. В цей час на руднику працювало більше тисячі осіб, приблизно стільки ж було зайнято на допоміжних роботах і на витопі міді, причому численні металургійні печі розташовувались по периметру Мідної гори. Поселенням, зосередженим поряд з рудником, у 1641 році було надано статус гірничого міста, число мешканців якого становило 6 тис. осіб.
До XVII ст. розробка велась відкритим способом, причому настільки інтенсивно, що на місці гірського масиву утворився величезний кар'єр. Пізніше в боках цього котловану почали споруджувати підземні виробки, значна частина яких представлена величезними камерами, що повторювали форму рудних тіл.
На копальні було кілька значних обвалів ґрунту. Провалля утворилося тут 1687 року внаслідок обвалу старих копальських споруд і розширилося ще більше від обсипання ґрунтів, особливо значного у 1833 і 1876 роках. У 1890-х роках яма мала 385 м у довжину, 211 м вшир, 96 м у глиб. Наприкінці 19 століття рудокопи в багатьох місцях працювали при денному світлі. На дні ями були входи у шахти. Машини приводилися у дію водяною силою.
У 1719 році на глибині 134 м, у насиченій купервасом ґрунтовій воді, знайшли вціліле від розкладання тіло молодого рудокопа, що загинув при обвалі ґрунтів у 1670 році, тобто 49 років тому. У цьому тілі одна стара жінка на ім'я Маргарет Олсдоттер (швед. Margaret Olsdotter) впізнала свого загиблого нареченого. Це був Матс Ісраельссон (швед. Mats Israelsson, його прозвали Фет-Матс. Випадок послугував сюжетом для багатьох художніх — у поезії, прозі і драматургії і, навіть, музичних творів у Швеції й Німеччині. Цей випадок став сюжетом, зокрема, для балади Генріха Гейне, а також був використаний у новелі Ернеста Гофмана.